# Formeniga
Formeniga (Formeniga in veneto) è una frazione del comune di Vittorio Veneto, in provincia di Treviso.
È posta circa 8,8 km a sud-ovest del centro e arroccata sui colli vittoriesi che confinano con il comune di Conegliano. Si lega geograficamente e storicamente con la piccola località di Manzana.
La tradizionale sagra paesana si svolge tra l’ultima settimana di novembre e la prima di dicembre, con il giorno dell’immaccolata culmine della festa.

## Storia
Nel XII secolo vi sorgeva un grande castello, abbattuto per mano veneziana nel 1378, quando era possesso dei da Camino, con sorte analoga a quella che la fortezza caminese di Castello Roganzuolo aveva avuto pochi anni prima. A partire da questo nucleo, con l'edificazione della chiesa di San Pancrazio, ha avuto sviluppo una piccola comunità cristiana.
Sotto il Regno Lombardo-Veneto rappresentò una frazione del comune di San Giacomo di Veglia e, con la soppressione di quest'ultimo, di Ceneda.
Ancora oggi il paese si mostra molto piccolo e concentrato sulla sommità del colle. Domina un'economia agricola, legata soprattutto alla produzione vinicola.

## Monumenti e luoghi d'interesse

### Chiesa di San Pancrazio
Fondata nel XIV secolo, su un nucleo preesistente, l'attuale chiesa di San Pancrazio, col suo campanile a punta, è il culmine del colle di Formeniga.
La struttura si regge sulle fondamenta dell'antico castello. È un edificio a una navata, con facciata a capanna in marmo timpanata; sulle pareti laterali sono presenti monofore quadrangolari e a quella di sinistra è addossato il campanile.
All'interno è degna di nota la Pala dell'altare di San Rocco, opera di Silvestro Arnosti. È presente dal 1935 un organo a canne.

### Villa Battiston
Villa Battiston è una villa veneta del XVIII secolo, situata in via Valsalere; è caratterizzata da un edificio padronale di tre piani, con cornicione dentellato e monofora a tutto sesto balaustrata posta centralmente al piano nobile.